# Ha-Moszawa ha-Jewanit
Ha-Moszawa ha-Jewanit (hebr. המושבה היוונית; arab. هموشفا هيفنيت; tłum. kolonia grecka) – osiedle mieszkaniowe w Jerozolimie w Izraelu, znajdujące się na terenie Zachodniej Jerozolimy.

## Położenie
Osiedle leży w południowej części miasta, na południowy zachód od Starego Miasta. Na północy i zachodzie znajduje się osiedle Gonen, na południu osiedle Talpijjot, a na wschodzie osiedla Ge’ulim i Ha-Moszawa ha-Germanit.

## Historia
Osiedle powstało na początku XX wieku na potrzeby społeczności prawosławnych Greków. Plan osiedla opracował architekt Spyro Houri. Jeszcze przed I wojną światową zdążono wybudować dwanaście domów. Później, podczas wojny, wstrzymano wszystkie prace budowlane.
Na samym początku I wojny izraelsko-arabskiej, w dniu 14 maja 1948 Izraelczycy przeprowadzili operację Kilszon, w trakcie której zajęli osiedle.